# Gulf Shipbuilding Corporation
Gulf Shipbuilding Corporation est une ancienne société de construction navale américaine située à Chickasaw, en Alabama, à quelques kilomètres en amont du port de Mobile.
Après la fermeture de l'entreprise, le terrain a été intégré au quartier historique du village des chantiers navals de Chickasaw (Chickasaw Shipyard Village Historic District).

## Histoire

### Chickasaw Shipbuilding and Car Company
Avant le début de la Première Guerre mondiale, la Tennessee Coal and Iron Company, une division de U.S. Steel à Birmingham, en Alabama, reconnaît les possibilités qu'offre la région de Chickasaw pour la construction navale grâce à son emplacement et à sa voie navigable profonde. Le 17 août 1917, la société annonce la construction d'un chantier naval à Chickasaw. L'acier provient du site de Tennessee Coal and Iron à Fairfield, en Alabama. Un vaste terrain, comprenant l'emplacement de la future ville de Chickasaw, est acheté. Afin de développer l'activité de construction navale et l'infrastructure connexe, trois sociétés - Chickasaw Shipbuilding and Car Company, Chickasaw Utilities Company et Chickasaw Land Company - sont créées. Federal Shipbuilding développe le chantier naval avec vingt millions de dollars provenant de la marine américaine (US Navy).
Le marais de cyprès adjacent au cours d'eau (Chickasaw Bogue ou Chickasaw Creek) est asséché, des digues sont construites et des pompes de drainage sont installées, tandis qu'une ville d'entreprise est construite pour loger et servir les travailleurs du chantier.
Avant que les opérations du chantier naval ne puissent commencer, l'armistice est déclaré. Toutefois, avant de fermer, la Chickasaw Shipbuilding and Car Company produit et lance quatorze cargos. Si certains habitants de la ville partent vers d'autres horizons après la fermeture du chantier naval, ceux qui restent forment une communauté soudée. En avril 1939, l'homme d'affaires de Mobile Ben E. May acquiert le chantier naval et la ville de la compagnie.
14 cargos pour la Isthmian Steamship Company (U.S. Steel)
- Chickasaw City, Birmingham City, Mobile City, Ensley City
- Montgomery City, Tuscaloosa City, Bessemer City, Fairfield City, Selma City
- Anniston City, Atlanta City, Memphis City, Knoxville City, Chattanooga City

### Gulf Shipbuilding Corporation

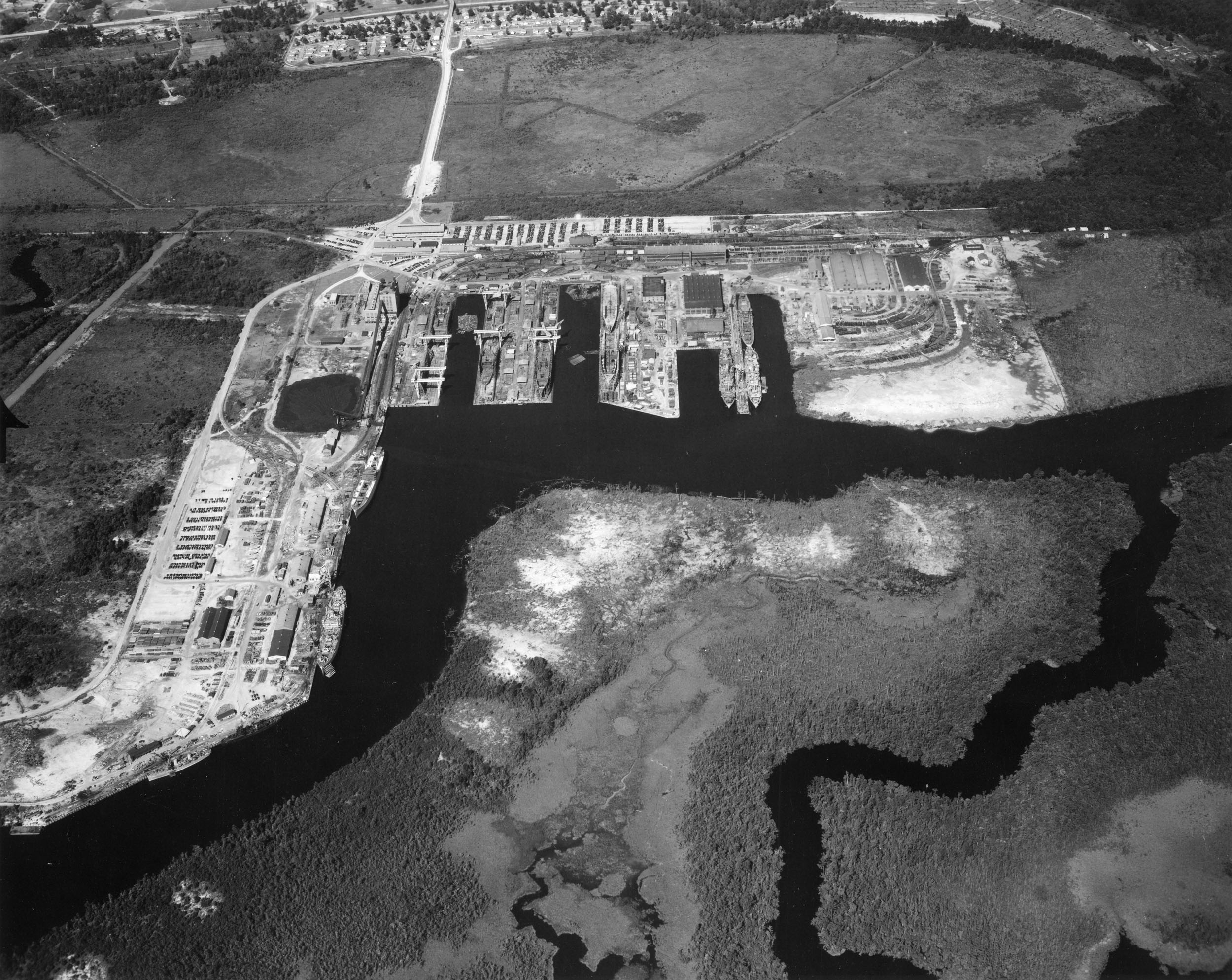
Le chantier naval en 1945

En juillet 1940, la ville et le chantier naval sont vendus à Gulf Shipbuilding Corporation, une filiale de Waterman Steamship Corporation. Le chantier naval et la ville sont rénovés par le nouveau propriétaire. La société commence à recevoir ses premiers contrats de la Commission maritime pour des cargos. Plus tard, les contrats de la marine américaine pour la construction des nouveaux destroyers de la classe Fletcher ont suivi. En raison de l'ampleur de l'opération, un grand nombre de travailleurs émigrent à Chickasaw. Au plus fort de la production, Gulf Shipbuilding employait entre 10 000 et 15 000 personnes,. Ce boom démographique a nécessité l'introduction de conditions d'éligibilité pour vivre dans les propriétés de l'entreprise. Seules les personnes ayant un lien avec le chantier naval pouvaient louer des maisons à l'entreprise, tandis que de nombreux occupants précédents étaient contraints de quitter les lieux[1]. Pour répondre à la demande de logements, le gouvernement fédéral a construit le projet immobilier Gulf Homes, d'autres structures d'hébergement temporaire et des casernes de la marine. Par ailleurs, pendant la Seconde Guerre mondiale, Gulf Shipbuilding a produit 36 cargos, 7 destroyers, 1 navire de débarquement amphibie et 27 dragueurs de mines américains et 2 dragueurs de mines de la Royal Navy. Après la guerre, le nombre de contrats gouvernementaux a diminué et le marché des navires commerciaux s'est trouvé excédentaire.
Gulf Shipbuilding produit des navires pour la United States Maritime Commission et la United States Navy, ainsi que pour la Royal Navy du Royaume-Uni. À la fin de la Seconde Guerre mondiale, la demande de navires diminue et le chantier naval est à nouveau fermé. Les navires produits par Gulf Shipbuilding sont résumés ci-dessous.
- à Chikasaw, Alabama
  - United States Maritime Commission[7]
    - 30 des 328 Type C2 (30 des 30 C2-S-E1) cargos (1942 — 1946)
      - 849, 850
      - 472 ... 485, crédits affectés à PubL 77-247[8], MARCOM contracts 1709-1722, 15 septembre 1941, in[9]
      - 1602 ... 1614
      - 2826 (nommée John B. Waterman)
      - 2827 - 2842 (annulé)
      - le chaos semble provenir du fait que Gulf a été chargé de construire 4 C2 pour Waterman Steamship Corp[10]. au même moment, les contrats MARCOM sont arrivés et les navires construits plus tôt ont été réquisitionnés après l'émission des contrats et se sont donc vus attribuer des numéros de coque plus importants.
      - e.g. SS Afoundria[11]

- -     - Type R2 (R2-ST-AU1) navire frigorifique (6 navires livrés de 1945 à 1946)
      - numéros de coque: 1648 ... 1653

- - Destroyers de la classe Fletcher (7 navires livrés de 1943 à 1944)
    - dock landing ship de la classe Casa Grande (1 navire livré en 1946, 2 navires supplémentaires vendus à des propriétaires privés avant la livraison)

- À Madisonville, Louisiane (30° 23′ 55″ N, 90° 09′ 19″ O)
  - United States Navy
    - 11 des 95 dragueurs de mines de la classe Auk (1942 au 1945)
    - 16 des 123 dragueurs de mines de la classe Admirable (1943 au 1944)

  - Royal Navy[7]
    - Dragueurs de mines classe Catherine (2 navires livrés en 1943)

### L'incident Grace Marsh
Hormis le fait que Gulf Shipbuilding en était le propriétaire, rien ne distinguait Chickasaw des autres villes et banlieues des environs de Mobile. Comme la zone était librement accessible et qu'aucune frontière discernable ne séparait les terrains privés des terrains publics, les zones commerciales de Chickasaw devinrent populaires auprès des résidents et des non-résidents de la ville.
Grace Marsh, Témoin de Jéhovah, et ses collègues commencent à visiter Chickasaw en novembre 1943. Outre le porte-à-porte, les travailleurs religieux distribuent de la documentation (The Watchtower et Consolation) le long des trottoirs du quartier des affaires. À partir de décembre 1943, les Témoins sont arrêtés à plusieurs reprises et finalement accusés de violation de domicile.
En janvier 1944, le tribunal inférieur du comté de Mobile déclare Marsh et les autres Témoins coupables de violation de domicile. Un appel a été interjeté auprès de la circuit court, l'Alabama Thirteenth Judicial Circuit, qui a refusé de prendre en compte les considérations constitutionnelles soulevées par Marsh et a autorisé le maintien de la décision de la juridiction inférieure. À la suite d'un nouvel appel, la cour d'appel de l'Alabama a accordé un certiorari pour l'examen de l'affaire en novembre 1944. La décision rendue en janvier 1945 a confirmé la décision des juridictions inférieures. Une demande de nouvelle audience devant la cour d'appel et une requête subséquente auprès de la Cour suprême de l'Alabama ont été rejetées.
En mai 1945, la Cour suprême des États-Unis a été saisie d'une demande d'appel. La Cour a accepté la requête et a entendu les arguments oraux dans l'année (Marsh v. Alabama, 326 U.S. 501 (1946)). Les avocats de Marsh ont fait valoir que les "inhibitions constitutionnelles applicables aux ordonnances municipales" devaient également s'appliquer à Gulf Shipbuilding puisqu'elle agissait comme une société municipale de facto dans ses relations avec le public. La Cour s'est prononcée à 5 voix contre 3 en faveur de Marsh. Dans sa décision, le juge Hugo Black a écrit que la considération la plus importante était que Chickasaw était comme "n'importe quelle autre ville américaine". La Cour avait décidé que certaines libertés fondamentales (liberté d'expression, liberté de la presse et liberté de religion) avaient la priorité sur les droits de propriété.

### Constitution de Chickasaw
Au début de l'année 1946, la Leedy Investment Company achète l'ensemble de la ville pour un million de dollars. Les occupants actuels ont la possibilité d'acheter les maisons qu'ils louaient. De nombreux anciens habitants ont également acheté des maisons et sont revenus s'installer dans la ville. La ville de Chickasaw a été constituée le 12 novembre 1946.
En 1979, Halter Marine a réactivé le chantier naval pour fournir des navires de service et des remorqueurs à l'industrie offshore en plein essor. La résurgence a été de courte durée et le chantier a été fermé à nouveau en 1983. L'ancien chantier naval est aujourd'hui un petit centre de marchandises diverses.

## Source
- (en) Cet article est partiellement ou en totalité issu de l’article de Wikipédia en anglais intitulé « Gulf Shipbuilding Corporation » (voir la liste des auteurs).